# جوانمردان خوشبخت
یکی از گروه‌های بزرگ عصر ساسانی گروه جوانمردان خوشبخت بود که مقررات رفتاری مخصوص به خود را داشتند و هدف ایشان در کمک به فقرا و ستم دیدگان جامعه خلاصه می‌شد. این گروه دزدی از ثروتمندان و کمک به فقرا و درویشان را کرداری نیک و ستوده و مورد تایید اهوره مزدا می‌دانستند. این گروه موفق شدند اموال بعضی از بزرگان و وزرای مشهور ایران را بین تنگدستان تقسیم کنند. 
باورهای مذهبی این گروه با اعتقادات دینی رسمی و دولتی زرتشتی تفاوت به سزایی داشت. از مکتوبات این قوم به جا مانده‌است که (اهوره مزدا نیکی‌های جهان را به گونه‌ای برابر میان همهٔ مردم تقسیم کرده اما آن‌ها که طلا و نقره اندوخته‌اند، از راه راست بیرون آمده‌اند، و آن‌ها که قصر ساخته‌اند، کلبه‌های بسیاری را ویران کرده‌اند)
دولت ساسانی این گروه را راهزن، دزد و اوباش تلّقی می‌کرد و قضات در بعضی موارد آن‌ها را به جرم سرقت، تاراج و غارتگری به زندان و حتی مرگ محکوم می‌نمودند.